# Giulio Benso della Verdura
Giulio Benso della Verdura di San Martino, di Ramondetta e Notarbartolo dei Duchi di Montalbo (Palermo, 13 luglio 1817 – Palermo, 21 giugno 1904), è stato un patriota e politico italiano.

## Biografia
Duca della Verdura. Partecipò alla rivoluzione siciliana del 1848. 
Successivamente, fu uno dei sostenitori dell'annessione della Sicilia al Regno d'Italia e durante la dittatura di Garibaldi fu l'ultimo pretore urbano della città di Palermo (prima che il ruolo fosse sostituito da quello di sindaco) dal 27 maggio 1860 all'11 luglio 1861. Dal 12 aprile 1861 fu sciolto il consiglio comunale e il Duca della Verdura fu nominato Delegato straordinario del Governo.
Nel novembre 1862 fu nominato senatore del Regno. Fu ancora sindaco della sua città dal novembre 1885 al luglio 1886 e dal novembre 1887 all'aprile 1890
.
Fu direttore del Banco di Sicilia dal 1891 al 1894 e consigliere di amministrazione della Navigazione Generale Italiana.
Sempre a Palermo ricoprì altre cariche, tra le quali quella di presidente del consiglio provinciale e dal 1899 al 1904, anno di morte, la carica di presidente della Società Siciliana per la Storia Patria.

## Omaggi
Al Duca della Verdura è oggi dedicata un'importante arteria stradale del capoluogo siciliano, che congiunge l'esclusivo quartiere residenziale Libertà con il quartiere Montepellegrino.